# Mersi
Mersi is een bestuurslaag in het regentschap Banyumas van de provincie Midden-Java, Indonesië. Mersi telt 6939 inwoners (volkstelling 2010).